# Il Nero, l'homme qui venait de la Caroline
Pour plus de détails, voir Fiche technique et Distribution.
Il Nero, l'homme qui venait de la Caroline (L'odio è il mio Dio) est un western spaghetti ouest-germano-italien réalisé par Claudio Gora et sorti en 1969,.

## Synopsis
Les notables de Big Spring, une petite ville du Colorado, convoitent les terres d'un jeune fermier, Stephen Kernay. Pour se les accaparer, ils accusent Stephen d'assassinat, le jugent et le font pendre. Le jeune Vincent, le frère de Stephen, revient huit ans après pour prendre sa revanche.

## Fiche technique
Sauf indication contraire, les informations mentionnées dans cette section peuvent être confirmées par la base de données cinématographiques IMDb,  présente dans la section « Liens externes ».
- Titre original italien : L'odio è il mio Dio[3]
- Titre français : Il Nero, l'homme qui venait de la Caroline ou La haine est mon dieu[4]
- Titre allemand : Il Nero - Haß war sein Gebet[5]
- Réalisation : Claudio Gora
- Scenario : Claudio Gora, Vincenzo Cerami, Pier Giovanni Anchisi (it)
- Photographie :	Edgardo Papucci
- Montage : Edgardo Papucci
- Musique : Pippo Franco
- Décors : Giuseppe Ranieri
- Costumes : Valeria Valenza
- Trucages : Raul Ranieri
- Production : Liliana Bianchini
- Société de production : Fono Film, Parnass Film
- Pays de production :  Italie -  Allemagne de l'Ouest
- Langue originale : italien
- Format : Couleur par Eastmancolor - 1,85:1 - Son mono - 35 mm
- Durée : 110 min (1 h 50[3])
- Genre : Western spaghetti
- Dates de sortie :
  - Allemagne de l'Ouest : 23 mai 1969[5]
  - Italie : 28 mai 1969
  - France : 2 janvier 1973[4]

## Distribution
- Carlo Giordana (it) : Vincent Kernay
- Tony Kendall : Il Nero
- Herbert Fleischmann : Alex Carter
- Gunther Philipp : Le juge Smith
- Venantino Venantini : Sweetly, le tueur
- Marina Berti : Blanche Durand, la prostituée
- Peter Dane : Arthur Field
- Halina Zalewska (sous le nom d'« Ella Karin ») : Rosalind Field
- Valerio Fioravanti (sous le nom de « Giusva Fioravanti ») : Vincent enfant
- Piero Anchisi (it) : Oliver, le journaliste
- Giglio Gigli : Un acolyte de Carter
- Herbert Fux : Un pistolero
- Franco Pasquetto : Frank